# Oberrettenbach
Oberrettenbach is een plaats en voormalige gemeente in de Oostenrijkse deelstaat Stiermarken. Het is een ortschaft van Gersdorf an der Feistritz, dat deel uitmaakt van het district Weiz.
De gemeente Oberrettenbach telde in 2013 477 inwoners. In 2015 ging ze bij een herindeling op in de gemeente Gersdorf an der Feistritz.
Albersdorf-Prebuch
· Anger
· Birkfeld
· Fischbach
· Fladnitz an der Teichalm
· Floing
· Gasen
· Gersdorf an der Feistritz
· Gleisdorf
· Gutenberg
· Hofstätten an der Raab
· Ilztal
· Ludersdorf-Wilfersdorf
· Markt Hartmannsdorf
· Miesenbach bei Birkfeld
· Mitterdorf an der Raab
· Mortantsch
· Naas
· Passail
· Pischelsdorf am Kulm
· Puch bei Weiz
· Ratten
· Rettenegg
· Sankt Kathrein am Hauenstein
· Sankt Kathrein am Offenegg
· Sankt Margarethen an der Raab
· Sankt Ruprecht an der Raab
· Sinabelkirchen
· Strallegg
· Thannhausen
· Weiz